# اس‌ام‌اس برلین
اس‌ام‌اس برلین (به انگلیسی: SMS Berlin) یک کشتی بود که طول آن ۱۱۱٫۱ متر (۳۶۵ فوت) بود. این کشتی در سال ۱۹۰۳ ساخته شد.